# Scarmagno
Scarmagno (en français Scarmagne) est une commune italienne de la ville métropolitaine de Turin dans la région Piémont en Italie.

## Administration
| Période                                  | Période | Identité              | Étiquette | Qualité |
| ---------------------------------------- | ------- | --------------------- | --------- | ------- |
|                                          |         | Pier Luigi Bot Sartor |           |         |
| Les données manquantes sont à compléter. |         |                       |           |         |

### Communes limitrophes
Romano Canavese, Perosa Canavese, San Martino Canavese, Vialfrè, Cuceglio, Mercenasco, Montalenghe